# Andamanennachtzwaluw
De andamanennachtzwaluw (Caprimulgus andamanicus) is een vogel uit de familie van de nachtzwaluwen (Caprimulgidae).

## Verspreiding en leefgebied
Het is een endemische vogelsoort van de Andamanen, die vroeger ook wel als een ondersoort van Horsfields nachtzwaluw (C. macrurus) werd beschouwd.